# Too Young to Be Sad
Too Young to Be Sad (estilizado em letras maiúsculas) é o segundo extended play (EP) da cantora canadense Tate McRae, foi lançado no dia 26 de março de 2021 pela RCA Records e Sony Music. O EP de seis faixas inclui o hit "you broke me first", número #3 na parada do Reino Unido e número #8 na parada Billboard do Canadá.

## Sobre o EP Singles
O EP TOO YOUNG TO BE SAD conta com seis faixas, todas elas conta com Tate McRae no processo de composição e produção. Cada música do EP discute relacionamentos fracassados e desgosto. McRae refletiu sobre o título do EP, notando que ela queria contradizer o conteúdo lírico das canções que tratam de emoções intensas, demonstrando que não há necessidade de se fixar em desgosto e drama. Ela observou que "o título meio que desconsidera a coisa toda, mas também envolve tudo perfeitamente. "TOO YOUNG TO BE SAD" estreou na 94ª posição na parada americana Billboard 200, na 14ª na parada da Noruega Norwegian Albums e na 23ª posição na parada Billboard Albums do Canadá.

## Faixas
| Too Young to Be Sad track listing |                               |                          |         |  |
| N.º                               | Título                        | Produtores               | Duração |  |
| 1.                                | "You Broke Me First"          | Blake Harnage            | 2:47    |  |
| 2.                                | "R U OK"                      | Frequency Lowell         | 3:06    |  |
| 3.                                | "Rubberband"                  | Goldstein Naliya         | 2:27    |  |
| 4.                                | "Slower"                      | Russell Chell Sir Nolan  | 3:08    |  |
| 5.                                | "Bad Ones"                    | Blake Harnage The Gifted | 3:03    |  |
| 6.                                | "Wish I Loved You in the 90s" | Greg Kurstin             | 2:57    |  |
| Duração total:                    | Duração total:                | Duração total:           | 17:32   |  |